# Виктор Путманс
Виктор Путманс (29. мај 1914. — 12. новембар 1989) је можда бивши белгијски фудбалер који је могао да игра у међуратном периоду. У историји су погрешили његово име јер се зове Виктор а не Жорж и у том тренутку је играо за Унион Хутојс а не Стандард Лијеж.а то се десило највероватније због тога што у бази података црвених ђавола Џорџ Путманс стоји непосредно испред њега.

## Биографија
Овај играч је можда био један из групе која је учествовала на Светском првенству 1934. у Италији, али можда није играо.